# Ewyas Harold
Ewyas Harold ist ein Dorf und ein Civil Parish in der Grafschaft Herefordshire in der englischen Region West Midlands. Das Civil Parish hatte 2011 883 Einwohner.

## Geographie
Ewyas Harold liegt auf etwa 75 Metern Höhe im Westen Englands nahe der Grenze zu Wales und damit im Westen des Herefordshires. So grenzt das Civil Parish im Süden an die Community Grosmont im walisischen Monmouthshire. Alle weiteren Grenzen verlaufen aber innerhalb Englands. So gibt es im Westen gemeinsame Grenzen mit Rowlstone und Dulas, im Norden mit Abbey Dore und im Osten mit Kilpeck und Kentchurch. Durch das Civil Parish und den Ort, der neben einigen kleinen Ansiedlungen der Hauptort ist, verläuft mit dem Dulas Brook ein größerer Bach, der in Ewyas Harold mit der Iss zusammenfließt. Zudem verläuft durch das Civil Parish die Pontrilas Road, im Osten hat das Civil Parish zudem stellenweise die A465 road als weitere größere Straße in ihrem Gebiet. Zudem liegen einige Wälder sowie Teile der Pontrilas Army Training Area auf dem Gebiet von Ewyas Harold.

## Geschichte
Ewyas Harold, das nach einem Harold of Ewias, dem Besitzer der Ewyas Harold Castle, benannt ist, ist eines der Dörfer, die im Domesday Book aus dem Jahre 1086 erwähnt werden. In diesem wird angegeben, dass zu diesem Zeitpunkt das Gebiet unter drei Besitzern (darunter Henry de Ferrers) aufgeteilt war und es etwas mehr als 30 Haushalte hatte.

### Einwohnerentwicklung
| Jahr      | 1801 | 1811 | 1821 | 1831 | 1841 | 1851 | 1861 | 1871 | 1881 | 1891 | 1901 | 1911 | 1921 | 1931 | 1941 | 1951 | 1961 | 1971 | 1981 | 1991 | 2001 | 2011 |
| --------- | ---- | ---- | ---- | ---- | ---- | ---- | ---- | ---- | ---- | ---- | ---- | ---- | ---- | ---- | ---- | ---- | ---- | ---- | ---- | ---- | ---- | ---- |
| Einwohner | 342  | 317  | 412  | 344  | 356  | 392  | ?    | 548  | 543  | 507  | 476  | 471  | 449  | 461  | ?    | 548  | 504  | ?    | ?    | ?    | ?    | 883  |

## Verkehr
In Ewyas Harold haben zwei verschiedene Buslinien Haltepunkte.

## Infrastruktur
Ewyas Harold hat ein eigenes Postbüro der Royal Mail. Zudem hat das Dorf neben der Ewyas Harold Baptist Church auch eine anglikanische Kirche, die St Michael’s Church. Die Kirche ist aus dem 13. Jahrhundert und ist unter anderem Aufbewahrungsort eines Bildnis einer Frau, die ein Herz hält, das ins 14. Jahrhundert zurückdatiert wird.

## Bauwerke
Insgesamt sieben Gebäude auf dem Gebiet des Civil Parish wurden in die Statutory List of Buildings of Special Architectural or Historic Interest aufgenommen, alle als Grade II buildings. Darunter sind verschiedene Farmhäuser, aber auch Teile der anglikanischen Kirche.